# Viceré di Valencia
Elenco dei Viceré del Regno di Valencia, dal 1520 al 1713.

## Viceré nominati da Carlo I
- 1520: Diego Hurtado de Mendoza y Lemos, conte di Mélito
- 1523: Germana de Foix
- 1526: Germana de Foix e Ferdinando d'Aragona, duca di Calabria
- 1537: Ferdinando d'Aragona, duca di Calabria
- 1550: Juan Lorenzo de Villarrasa y Llorach (ad interim) primo mandato
- 1553: Bernardino de Cárdenas y Pacheco, II duca di Maqueda

## Viceré nominati da Filippo II
- 1558: Alfonso d'Aragona, duca di Segorbe
- 1563: Juan Lorenzo de Villarrasa y Llorach, secondo mandato
- 1566: Antonio Alonso Pimentel y Herrera de Velasco, III duca di Benavente
- 1572: Íñigo López de Hurtado de Mendoza, marchese di Mondéjar
- 1575: Vespasiano Gonzaga, principe di Sabbioneta
- 1578: Juan Esteban Manrique de Lara Acuña y Manuel, IV duca di Nájera
- 1580: Francisco de Moncada y Folc de Cardona, marchese di Aytona
- 1595: Francisco Gómez de Sandoval y Rojas, marchese di Denia
- 1598: Juan Alfonso Pimentel de Herrera, V duca di Benavente

## Viceré nominati da Filippo III
- 1602: Juan de Ribera, arcivescovo di Valencia
- 1604: Juan de Sandoval y Rojas, marchese di Villamizar
- 1606: Luis Carrillo de Toledo, marchese di Caracena
- 1615: Gómez Suárez de Figueroa y Córdoba, duca di Freira
- 1618: Antonio Pimentel Enríquez de Guzmán y Toledo, marchese di Távara

## Viceré nominati da Filippo IV
- 1622: Enrique Dávila y Guzmán, marchese di Povar
- 1627: Luis Ferrer de Cardona (ad interim)
- 1628: Luis Fajardo de Requeséns y Zúñiga, IV marchese de los Vélez
- 1631: Pedro Fajardo de Zúñiga y Requeséns, V marchese de los Vélez
- 1635: Fernando de Borja y de Aragón, principe di Squillace
- 1640: Federico Colonna, principe di Butera
- 1641: Antonio Juan Luis de la Cerda, duca di Medinaceli
- 1642: Francisco de Borja, duca di Gandia
- 1642: Rodrigo Ponce de León, duca di Arcos
- 1645: Duarte Fernando Álvarez de Toledo, VIII conte di Oropesa
- 1650: Pedro de Urbina y Montoya, arcivescovo di Valencia
- 1652: Luigi Guglielmo I Moncada, duca di Montalto
- 1659: Manuel de los Cobos y Luna, IV marchese di Camarasa
- 1663: Vincenzo Gonzaga Doria
- 1663: Basilio de Castellví y Ponce (ad interim)
- 1664: Antonio Pedro Sancho Dávila y Osorio, marchese di Astorga

## Viceré nominati da Carlo II
- 1666: Gaspar Messía Felípez de Guzmán, II marchese di Leganés
- 1667: Diego Messía Felípez de Guzmán y Dávila, III marchese di Leganés
- 1669: Vespasiano Manrique de Lara Gonzaga, conte di Paredes
- 1675: Francisco Idiáquez Butrón, duca di Ciudad Real
- 1678: Juan Tomás de Rocabertí, arcivescovo di Valencia (primo mandato)
- 1679: Pedro Manuel Colón de Portugal, duca di Veragua
- 1680: Rodrigo Manuel Manrique de Lara, X conte di Aguilar
- 1683: Juan Tomás de Rocabertí, arcivescovo di Valencia (secondo mandato)
- 1683: Pedro Félix José de Silva y Meneses, XII conte di Cifuentes
- 1688: Luis de Moscoso y de Osorio, VII conte di Altamira
- 1691: Carlos Homo Dei Moura y Pacheco, IV marchese di Castel Rodrigo
- 1696: Alonso Pérez de Guzmán y Marañón
- 1700: Antonio Domingo de Mendoza Caamaño y Sotomayor, II marchese di Villagarcía

## Viceré nominati da Filippo V di Borbone
Elenco dei Viceré nominati da Filippo V di Borbone
- 1705: Joaquín Ponce de León
- 1706: Cristóbal de Moscoso Montemayor y Córdoba, I duca di Algete
- 1707: Luis Belluga Moncada, vescovo di Cartagena

## Viceré nominati da Carlo (III) d'Asburgo
Elenco dei Viceré nominati dal pretendente Carlo d'Asburgo
- 1705: Juan Bautista Basset y Ramos
- 1706: José Folch de Cardona Erill y Borja, I conte di Cardona
- 1706: Diego Hurtado de Mendoza y Sandoval, III conte de la Corzana

## Fonti
- Virreinato de Valencia, su geocities.com. URL consultato il 5 aprile 2008 (archiviato dall'url originale il 26 ottobre 2009).